# Trachymene procumbens
Trachymene procumbens är en flockblommig växtart som beskrevs av George Bentham. Trachymene procumbens ingår i släktet Trachymene och familjen flockblommiga växter. Inga underarter finns listade i Catalogue of Life.